# Filiberto Ascuy
Filiberto Azcuy Aguilera (né le 13 octobre 1972 à Camagüey) est un lutteur cubain spécialiste de la lutte gréco-romaine. Il participe aux Jeux olympiques d'été de 1996 et aux Jeux olympiques d'été de 2000 et remporte à deux reprises la médaille d'or.

## Palmarès

### Jeux olympiques
- Jeux olympiques de 1996 à Atlanta,  États-Unis
  -  Médaille d'or

- Jeux olympiques de 2000 à Sydney,  Australie
  -  Médaille d'or